# ظهير الدين المباركفوري
ظهير الدين المباركفوري، هو ظهير الدين عبد السبحان محمد بَهادُر الأثري الرحماني المباركفوري، ولد عام 1920، الموافقة لسنة 1338هـ. في حسين آباد مقاطعة أتر برديش قرب مباركفور، الهند. أحد أعلام الحديث بشبه القارة الهندية، وصاحب أعلى إسناد بصحيح مسلم، وتلميذ المحدث أحمد الدهلوي، وآخر تلامذة الشيخ المحدث عبد الرحمن المباركفوري صاحب تحفة الأحوذي بشرح جامع الترمذي. توفي في 14 أغسطس 2017.
ويعد من المحدثين البارزين في الهند والعالم الإسلامي كافة، وله الكتير من المشاركات في علم الحديث. كان يكتب اسمه اختصاراً أحياناً: ظهير الدين الأثري الرحماني المباركفوري. وكنيته "أبو ذو القرنين سراج الدين.

## الدراسة والتكوين
ولد الشيخ ظهير الدين عام 1920،  لوالده الشيخ عبد السبحان محمد الأثري. قرأ الشيخ المباركفوري القرآن الكريم صغيرًا على أمه خديجة،  بدأ دراسته الأولى في بلدته، ثم انتقل إلى جامعة فَيض عام في مدينة مَوّ القريبة، وانتقل بعدها إلى دار العلوم في ديوبند مدة بسيطة، وتركها، ثم انتقل إلى دار الحديث الرحمانية الشهيرة في دلهي، حيث تخرج وكان جل استفادته، وأخذ منهم الشهادة سنة 1360 ويوافقها 1941م.
بعد تخرجه درّس في دار التعليم سنة 1942، ثم تنقل في التدريس بين عدة مدارس في مناطق مختلفة، إلى أن استقر سنة 1958 في جامعة دار السلام في عمر آباد، ودرّس فيها، وكان وقتا وكيل الجامعة، إلى أن تدرك التدريس لما طعن في السن وتقاعد سنة 2005م، مع بقاء إفادته للأساتذة والواردين عليه، ومشاركته في المناسبات، وخلال ذلك درس سنن أبي داود نحو 50 مرة، واختص به، ودرّس الصحيحين نحو 10 مرات، وتخرج على يده طبقات عدة، فيهم عدد من العلماء الكبار. وأيضا تولى إمارة جمعية أهل الحديث في ولاية تاميل نادو.

## التجربة العلمية
تفنن في 17 علماً وفناً، منها علوم الحديث وأصول التفسير والتاريخ الإسلامي والمنطق، وتخصص في تدريس سنن أبي داود ومقدمة ابن خلدون حيث درسهمها أكثر من 40 عامًا.
وقد قرأ على جماعة من العلماء، وأجاز له منهم: المحدّث أحمد الله الدهلوي (ت1362)، وكان أخبرني وغيري قديما أنه قرأ عليه في صحيح مسلم من أوله إلى كتاب البيوع، ثم صار يصمم بعدُ أنه أكمله. ومنهم عُبيد الله الرحماني (ت1414) شارح المشكاة، وأخبرنا أنه قرأ عليه البخاري والموطأ. وقد رؤي في إجازته منه أنه قرأ عليه سنن أبي داود أيضاً، وكتب له الإجازة سنة 1388. ولقي جماعة، وأبرزهم العلامة المحدّث عبد الرحمن المباركفوري (ت1353)، وأجاز له شفاها كما أخبرني، وقرأ عليه في النحو، ومما حضر عنده مباحثة مع أبي الكلام آزاد في بعض مواضع شرحه تحفة الأحوذي بشرح جامع الترمذي، وناوله رده على أبكار المنن.
وهذا حديث مسند للشيخ: أخبرنا الشيخ ظهير الدين المباركفوري عن عبد الرحمن المباركفوري، عن نذير حسين، عن محمد إسحاق، عن الشاه عبد العزيز، عن أبيه الشاه ولي الله، حدثنا أبو طاهر الكوراني، أخبرنا حسن العجيمي، عن البابلي، عن محمد حجازي الواعظ، عن ابن يشبك اليوسفي، عن القلقشندي، قال: أخبرنا إبراهيم الزمزمي، عن ابن صديق الرسام، أخبرنا الحجار، أخبرنا ابن اللَّتِّي، أخبرنا أبو الوقت السجزي، أخبرنا الداودي، أخبرنا عبد اللَّه الحَمُّوْيِيّ، أخبرنا عيسى السمرقندي، أخبرنا الإمام الدارمي قال:
أخبرنا حجاج بن منهال، حدثنا همام، عن قتادة، عن أنس، عن عبادة بن الصامت، أن رسول الله ﷺ قال: “من أحب لقاء الله أحب الله لقاءه، ومن كره لقاء الله كره الله لقاءه”. فقالت عائشة – أو: بعض أزواجه: إنا لنكره الموت. قال: “ليس ذاك، ولكن المؤمن إذا حضره الموت بشر برضوان الله وكرامته، فليس شيء أحب إليه مما أمامه، فأحب لقاء الله وأحب الله لقاءه، وإن الكافر إذا حضره الموت بشر بعذاب الله وعقوبته، فليس شيء أكره إليه مما أمامه، فكره لقاء الله وكره الله لقاءه”.

### شيوخه
من شيوخه الذين قرأ عليهم عبد الرحمن المَوِّي النحوي، وعبد الله شائق الموّي، ونذير أحمد الأملوي، وأحمد حسام الدين الموّي، ومما أخذ عنه منتقى الأخبار للمجد ابن تيمية، وحسين أحمد المدني، وإعزاز علي الأمروهي، حضر عنده في الترمذي، وكان إذا سئل عنه خاصة يذكره وأنه أجاز له، وغيرهم.

## مقروءات الشيخ

### في الحديث
- صحيح البخاري: الشيخ عُبيد الله الرحماني المباركفوري كاملاً.
- صحيح مسلم: الشيخ أحمد الله القرشي الدِّهلوي كاملاً، والشيخ نذير أحمد الأملَوي النصف الثاني منه.
- سنن أبي داود: الشيخ عُبيد الله الرحماني المباركفوري كاملاً.
- سنن الترمذي: الشيخ عبد الله شائق المَوِّي كاملاً، والشيخ عبد الجليل البَسْتَوي.
- سنن النسائي، وسنن ابن ماجه: لم يدرُسهما.
- موطَّأ مالك (رواية الليثي): الشيخ عُبيد الله الرحماني المباركفوري كاملاً.
- مسند أحمد ومسند الدارمي: لم يدرُسهما، ولم يكن الكتابان متوفرين في الهند يومئذ.
- مشكاة المصابيح: الشيخ أحمد حسام الدين المَوِّي قسمًا منه، والشيخ عبد الجليل البَسْتَوي غير كامل.
- بلوغ المرام: الشيخ محمد شفيع المَوِّي في مدرسة فيض عام وهو تلميذ للشيخ عبد الله الغازي فوري.
- منتقى الأخبار للمجد ابن تيمية: عُبيد الله الرحماني المباركفوري.
- المسلسل بالأوَّلية بشرطه والمسلسل بالمحبَّة: الشيخ أحمد الله القرشي الدِّهلوي.

### في التفسير
- تفسير الجلالين: الشيخ أصحاب الدين البيشاوري.
- تفسير البَيضاوي: الشيخ أصحاب الدين البيشاوري.
في الفقه الحنفي:
- كنـز الدقائق
- شرح الوقاية: كلاهما درسه في مدرسة فيض عام
- الهداية: الشيخ نذير أحمد الأملَوي

### في الأدب
- مقامات الحريري: الشيخ عبد الجليل البَسْتَوي.
- المعلقات السبع: الشيخ عبد الله شائق المَوِّي.
- حماسة أبي تمام: الشيخ عبد الله شائق المَوِّي.

### في النحو
- هداية النحو: على الشيخ محمد أصغر في (دار التعليم) وهو عالم كبير ابن أخي مولانا عبد الرحمن المباركفوري، وكان قرأ الكتاب على عمِّه.
ثم قرأته مرَّة أخرى على أحمد الله الأملَوي.
- الكافية لابن الحاجب النحوي
- كتاب مُلاَّ جامي: الشيخ أحمد حسام الدين المَوِّي.
- المفصَّل للزمخشري: الشيخ عبد الجليل البَستَوي.

### في الفلسفة
- الإشارات لابن سينا: الشيخ عبد الحليم السمرقندي الكاندهاري.

## رواياته وإجازاته

### رواياته
يروي (مشكاة المصابيح):

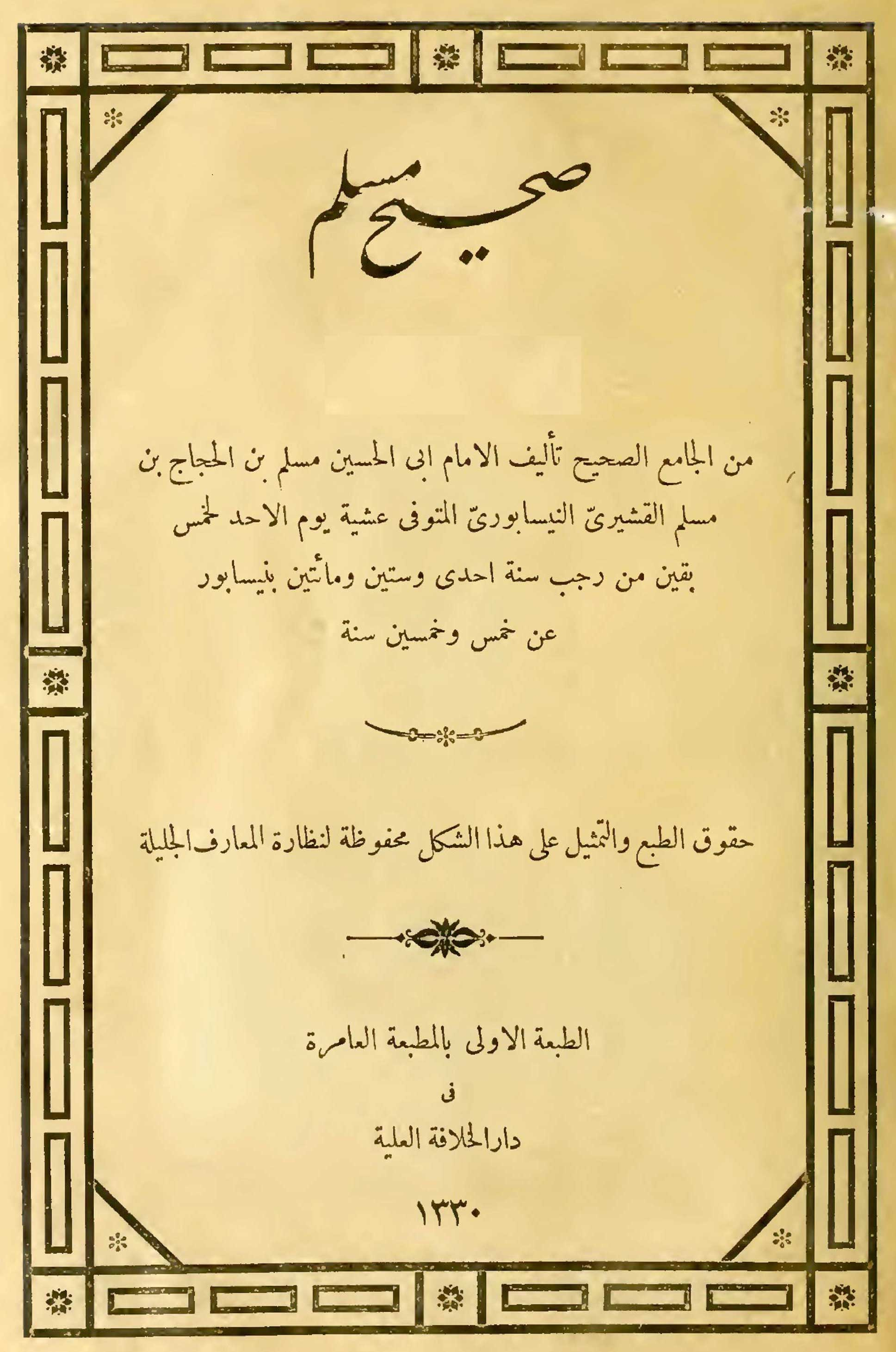
يعد صحيح مسلم، أولى اهتمامات الشيخ ظهير الدين المباركفوري طيلة حياته

- عن الشيخ أحمد حسام الدين المَوِّي، عن نذير حسين [قسمًا منه].
- وعن الشيخ عبد الجليل البَسْتَوي، عن عبد الله الغازي فوري.

### إجازاته
له إجازة عامَّة خطيَّة من كلٍّ من:
- أحمد الله الدِّهلوي
- وعُبيد الله الرحماني المباركفوري
إجازات عامَّة غير مكتوبة:
- عبد الرحمن المباركفوري مع مناولته كتابه.
- عبد الله شائق المَوِّي
- وأحمد حسام الدين المَوِّي تلميذ نذير حسين

## إسناد الشيخ لصحيح مسلم
قال الشيخ ظهير الدين المباركفوري:
1- أخبرنا شيخنا أحمد الله البرتابكرهي، 
2- أخبرنا شيخ الكل نذير حسين الدهلوي، 
3- أخبرنا الشاه محمد إسحاق الدهلوي قراءة وسماعاً لجميعه، 
4- أخبرنا الشاه عبد العزيز بن ولي الله الدهلوي
5- عن أبيه -سماعاً لبعضه إن لم يكن كله، مع قراءته على خلفائه-، 
6- عن أبي طاهر محمد بن إبراهيم الكوراني الكردي والتاج محمد القِلْعي قراءة على كلٍ منهما لبعضه وإجازة، 
7- قالا: أخبرنا حسن بن علي العُجيمي، 
8- أخبرنا محمد بن العلاء البابِلي سماعاً لغالبه وإجازة، 
9- أخبرنا سالم بن محمد السَّنهوري قراءة لبعضه وإجازة، 
10- أخبرنا النجم الغَيطي بقراءتي عليه، 
11- أخبرنا زكريا الأنصاري سماعاً عليه لجميعه، 
12- أخبرنا أبو النعيم رضوان بن محمد العُقبي ثم القاهري بقراءتي عليه لجميعه، 
13- أخبرنا أبو الطاهر محمد بن الكُوَيك، ومحمد بن محمد الدِّجوي سماعاً عليهما لجميعه، 
14- أخبرنا أبو الفرج عبد الرحمن بن محمد بن عبد الحميد بن عبد الهادي المقدسي سماعاً عليه لجميعه، 
15- أخبرنا أبو العباس أحمد بن عبد الدائم المقدسي النابلسي سماعاً لجميعه، 
16- أخبرنا محمد بن علي الحرّاني سماعاً عليه لجميعه، 
17- أخبرنا فقيه الحرم محمد بن الفضل الفُراوي، 
18- أخبرنا أبو الحسين عبد الغفار بن محمد الفارسي، 
19- أخبرنا أبو أحمد محمد بن عيسى الجُلُودي، 
20- أخبرنا أبو إسحاق إبراهيم بن محمد بن سفيان الزاهد، 
21- أخبرنا أبو الحسين مسلم بن الحجاج بن مسلم القشيري النيسابوري سماعاً لجميعه إلا ثلاثة أفوات معلومة.

## الإنجازات
للشيخ ظهير العديد من الإنجازات على صعيد الإسناد النبوي منها:
- جميع شيوخ ظهير الدين أجازوه إجازة عامة.
- قرأ صحيح مسلم كاملا على أحمد الله القرشي الدهلوي وسمع نصف صحيح البخاري على أحمد الله أيضا وسمع بعض الأشياء وأجازه إجازة خاصة وعامة.
- عبد الرحمن المباركفوري شارح الترمذي (تحفة الأحوذي) أجازه إجازة خاصة بشرحه وعامة وأدركه وعمر الشيخ ظهير 8 سنوات.
- عبيد الله المباركفوري سمع عليه البخاري والسنن الأربع والموطأ والشمائل.
- أحمد حسام الدين المئوي سمع عليه بعض الكتب منها المنتقى.

## التكريم
قامت جمعية أهل الحديث المركزية في عموم الهند بتكريمه ضمن كبار رجالات أهل الحديث على مستوى الهند، وذلك في مؤتمر أهل الحديث الثامن والعشرين لعموم الهند في مدينة باكور، جارخند 21-23 محرم 1425 الموافق 13-15 مارس 2004م، الذي حضره نحو مليون شخص، على حد قول أمين عام الجمعية.

## المؤلفات
لم يؤلف العلامة ظهير الدين المباركفوري مؤلفات ولكن كان له عدة تعليقات على الكتب التي درّسها، وكان له عناية بمقدمة ابن خلدون.

## الوفاة
بقي العلامة يقرئ ويفيد في بيته وعبر الهاتف إلى آخر أيامه، ولا ينقطع إلا لمرض أو سفر، إلى أن اشتد به المرض، وبقي إلى أن توفي بعد صلاة المغرب قبيل صلاة العشاء ليلة الثلاثاء 22 ذو القعدة 1438هـ الموافق 14 أغسطس 2017، وصُلي عليه في مسجد الجامعة، ودُفن من الغد في مقبرة عمر آباد، بجانب قبر العلامة عبد الكبير العمري. وقد نعته إيسيسكو، وقالت في بيان لها: إن «العلامة المباركفوري، يُعد أحد أعلام الحديث في شبه القارة الهندية، وصاحب أعلى إسناد لصحيح مسلم».

## انظر ايضاً
- عبد الرحمن المباركفوري
- صفي الرحمن المباركفوري
- عبيد الله المباركفوري
- علوم الحديث
- مباركفور